# Universidad Valahia de Târgoviște
La Universidad Valahia de Târgoviște o Universidad de Valaquia en Târgoviște ( en rumano: Universitatea Valahia din Târgoviște, sigla UVT ) es una universidad con sede en Târgoviște, distrito de Dâmbovița, Rumania .

## Historia
Creada en 1991 como Escuela Universitaria Técnica y Económica, por la decreto núm. 288 de 1 de junio de 1992 pasó a ser Universidad Valahia de Târgoviște. En el momento de su fundación, la Universidad Valahia de Târgoviște contaba solo con dos facultades, una escuela universitaria, 14 especialidades universitarias y unos 700 estudiantes. Veinte años después, en el curso 2013-2014, sus enseñanzas se han diversificado de acuerdo con las necesidades económico-sociales y las exigencias del mercado de trabajo. Así, la Universidad Valahia de Târgoviște tiene en su estructura actual 10 facultades (licenciatura - 3 o 4 años), 34 especializaciones de pregrado, 32 programas de estudios de maestría y 6 áreas de doctorado, con institutos para la formación y el perfeccionamiento del personal docente y centros de educación a distancia. 
En 2023 cuenta con 10 000 estudiantes y unos 400 profesores, organizados en departamentos académicos. Además, la institución ofrece residencias, comedores, clubes e instalaciones deportivas. Desde 2022 se halla en construcción el nuevo campus universitario, que completará su base material.

## Estructura

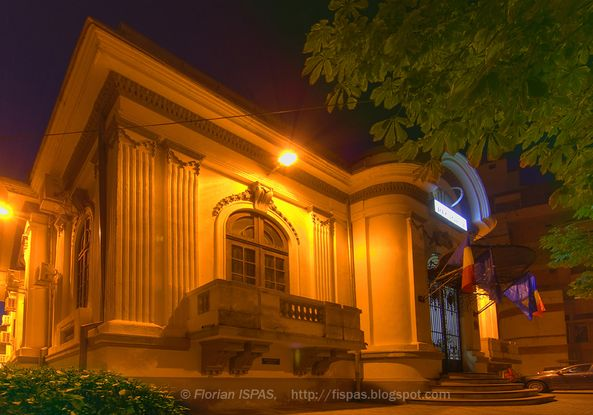
Rectorado de la Universidad Valahia en Târgoviște

La Universidad Valahia de Târgoviște cuenta actualmente con 10 facultades con campos de actividad que incluyen el ámbito de Economía, Administración, Ciencias Jurídicas e Ingeniería, así como Teología, Humanidades y Música.

### Doctorado

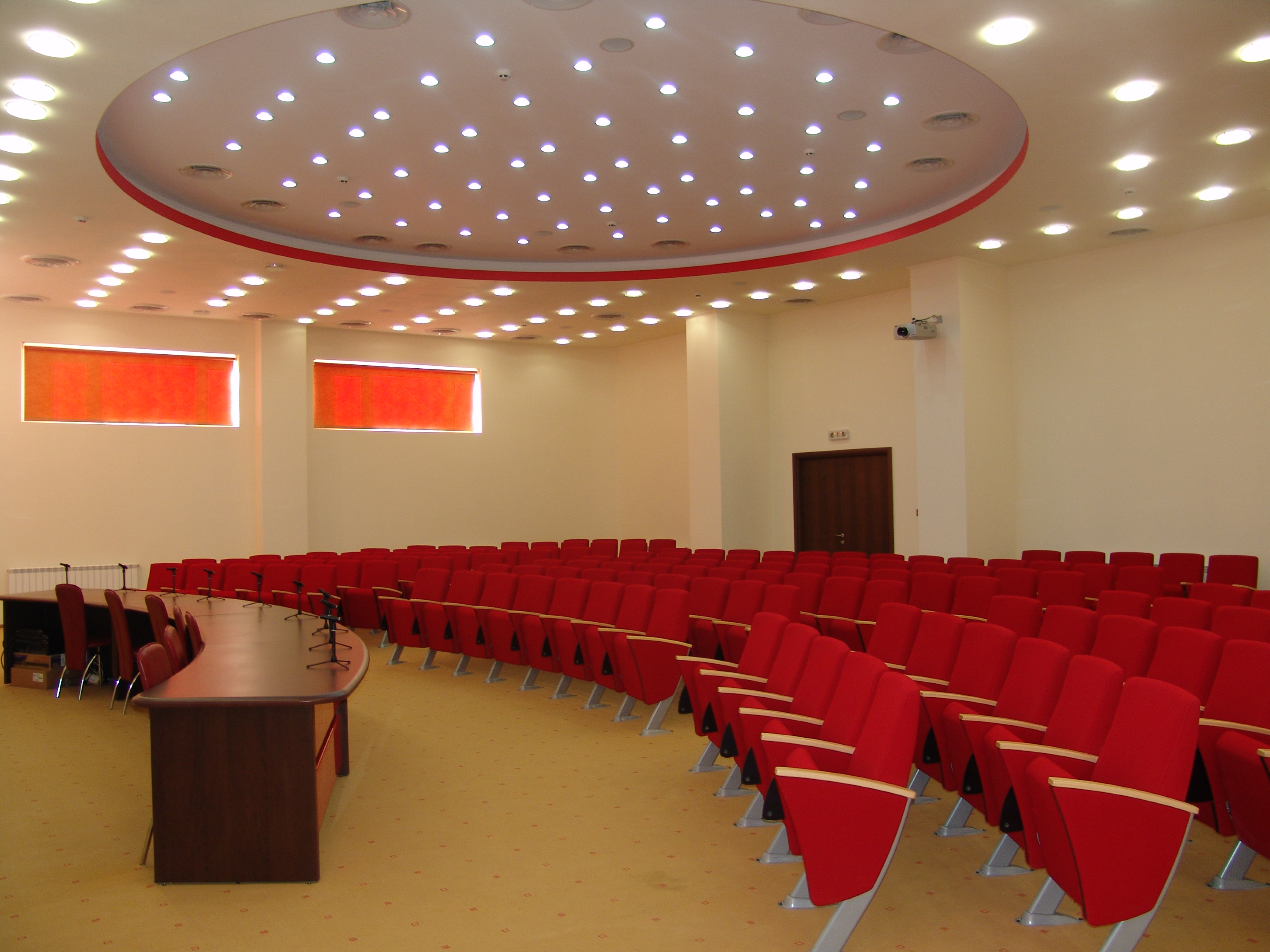
Centro Internacional de Conferencias - Universidad Valahia en Târgoviște

En seis áreas tiene programas de doctorado:
- Contabilidad
- Gestión
- Historia
- Ingeniería de Materiales
- Electrotecnia
- Ingeniería Mecánica

### Investigación científica

#### Instituto Multidisciplinario de Investigaciones Científicas y Tecnológicas
El Instituto Multidisciplinario de Investigaciones Científicas y Tecnológicas (ICSTM-UVT) es una organización profesional independiente, apolítica y no gubernamental, legalmente dependiente de la Universidad Valahia de Târgoviște, creada con el propósito de la participación del personal universitario y otros especialistas colaboradores de la universidad, tanto en la realización de proyectos de investigación, como en proyectos desarrollados a través de la colaboración directa con diversos beneficiarios.

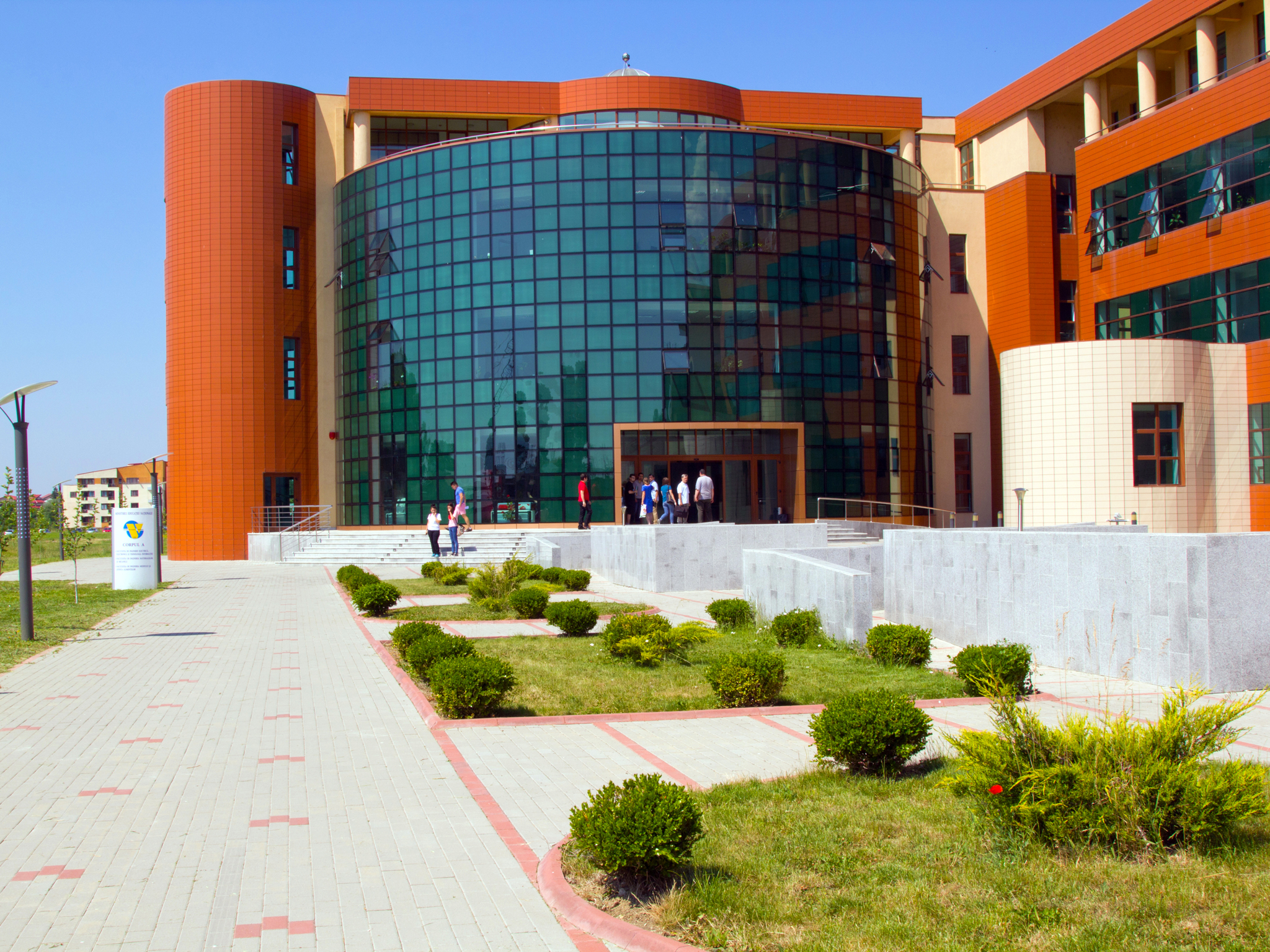
Facultad de Ingeniería - Campus de la Universidad de Valahia en Targoviste

#### Centros de investigación acreditados
- Centro de Investigaciones Científicas en Biotecnologías y Ciencias de la Ingeniería Aplicadas
- Centro de Investigaciones Científicas para la Mejora de la Calidad de Vida y el Medio Ambiente en las Condiciones de las Nuevas Tecnologías de la Información y las Comunicaciones (CAVIMETIC)
- Centro de Investigación, Estudios y Gestión Económicas
- Centro de Investigación en Física Aplicada
- Geografía del hábitat rural y urbano en el contexto del desarrollo sostenible
- Centro de Investigación y Conocimiento de los Recursos Naturales y el Medio Ambiente
- Prehistoria, Arqueología Interdisciplinaria y Técnicas de Conservación del Patrimonio Cultural Mueble e Inmueble

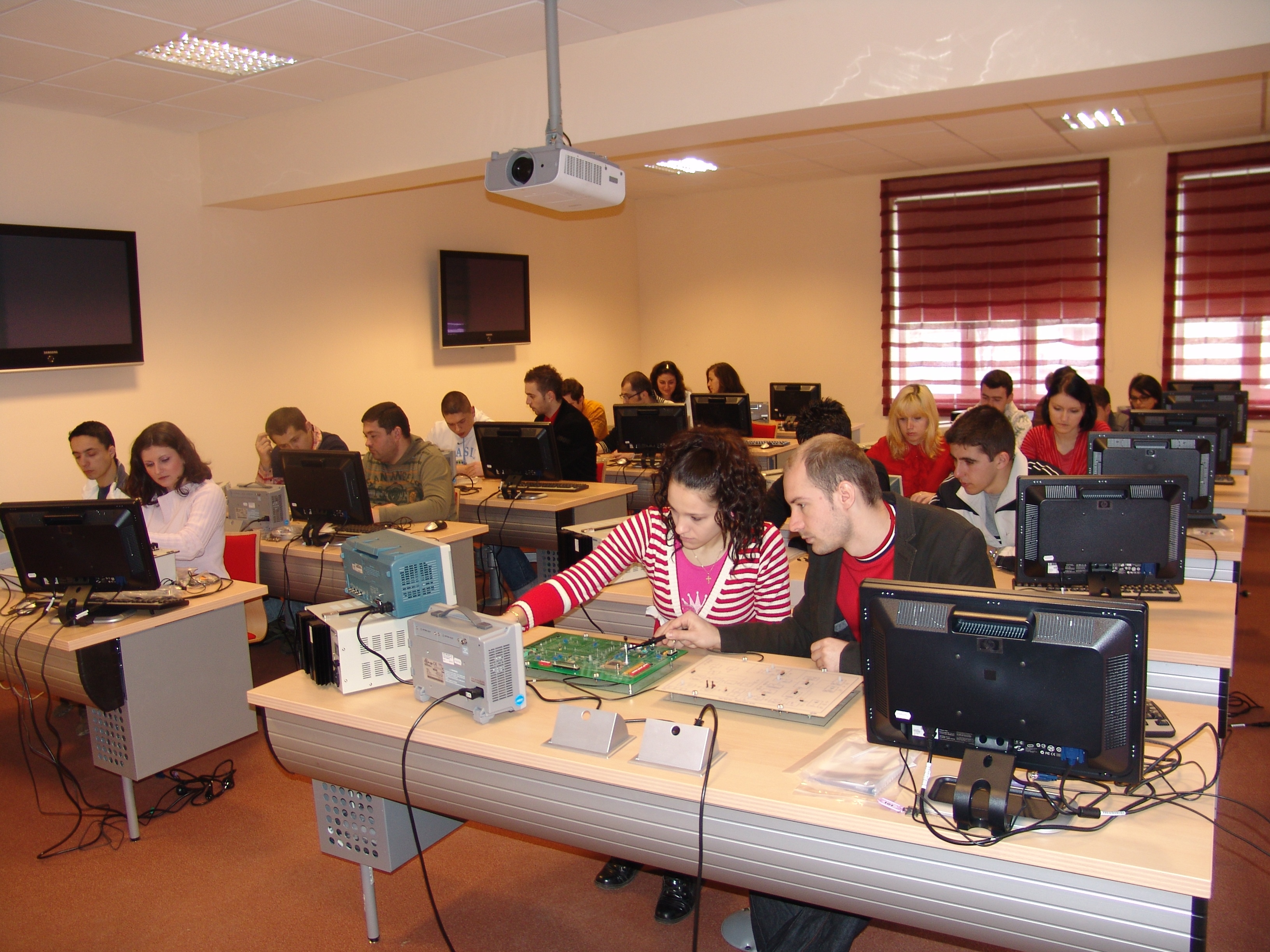
Laboratorio de Ingeniería - Universidad Valahia de Târgoviște

#### Centros de investigación reconocidos institucionalmente
- Centro de Investigación en Ingeniería Eléctrica, Electrónica y Tecnologías de la Información
- Departamento de Investigación Energía-Medio Ambiente
- Biotecnologías y Ciencias de la Ingeniería Aplicadas
- Investigaciones y Estudios en Contabilidad y Finanzas
- Centro de Estudios e Investigaciones Científicas en Ciencias de la Gestión y Administrativas
- Centro de Investigación de Historia de las Relaciones Internacionales y Estudios Culturales "Grigore Gafencu"
- Escuela Académica de Ciencia de Materiales
- Ciencias Ambientales Aplicadas y Tecnologías Avanzadas
- Nanomateriales para microsistemas mecánicos
- Investigación y Conocimiento de los Recursos Naturales y el Medio Ambiente
- Centro de Estudios de las Actividades Motrices y de Ocio
- Centro de Investigación de Vehículos Eléctricos (eMotion)

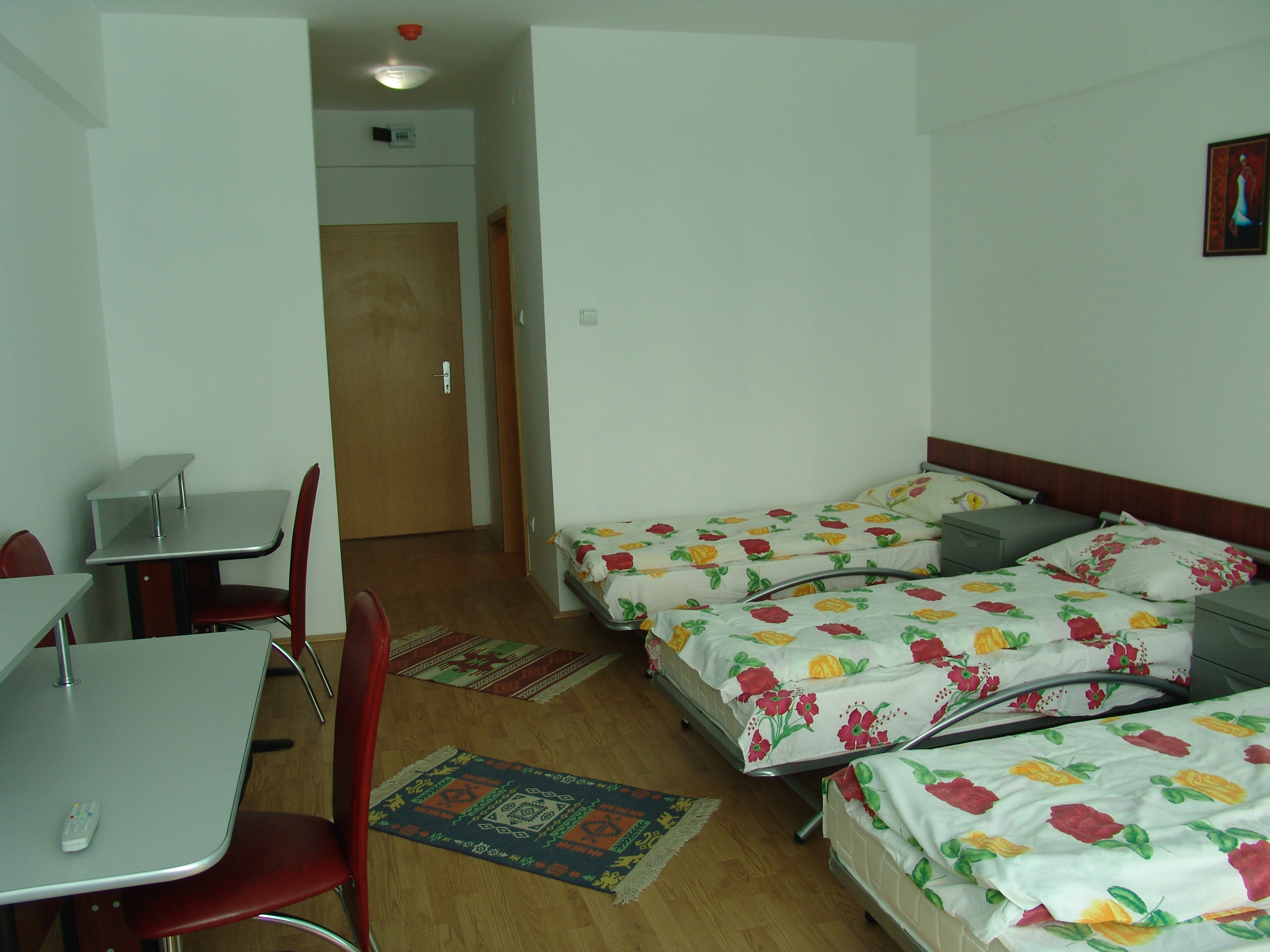
Habitación Camin 3 plazas - Universidad Valahia de Târgoviște

- Investigación interdisciplinaria sobre religión y ciencia "St. Maxim Marturisitorul"

#### Centros de investigación en evaluación
- Centro de Investigaciones Científicas de Estudios Humanísticos Interdisciplinarios "Dumitru Staniloae"

## Alumnado
Entre los 10.000 estudiantes de la Universidad de Valahia en Târgovişte, de todos los ciclos de estudios (licenciatura, maestría y doctorado), aproximadamente 2.500 solicitaron una plaza en las residencias de estudiantes; la Universidad Valahia de Târgovişte garantiza un grado de resolución de solicitudes de más de 95 %.

## Enlaces externos

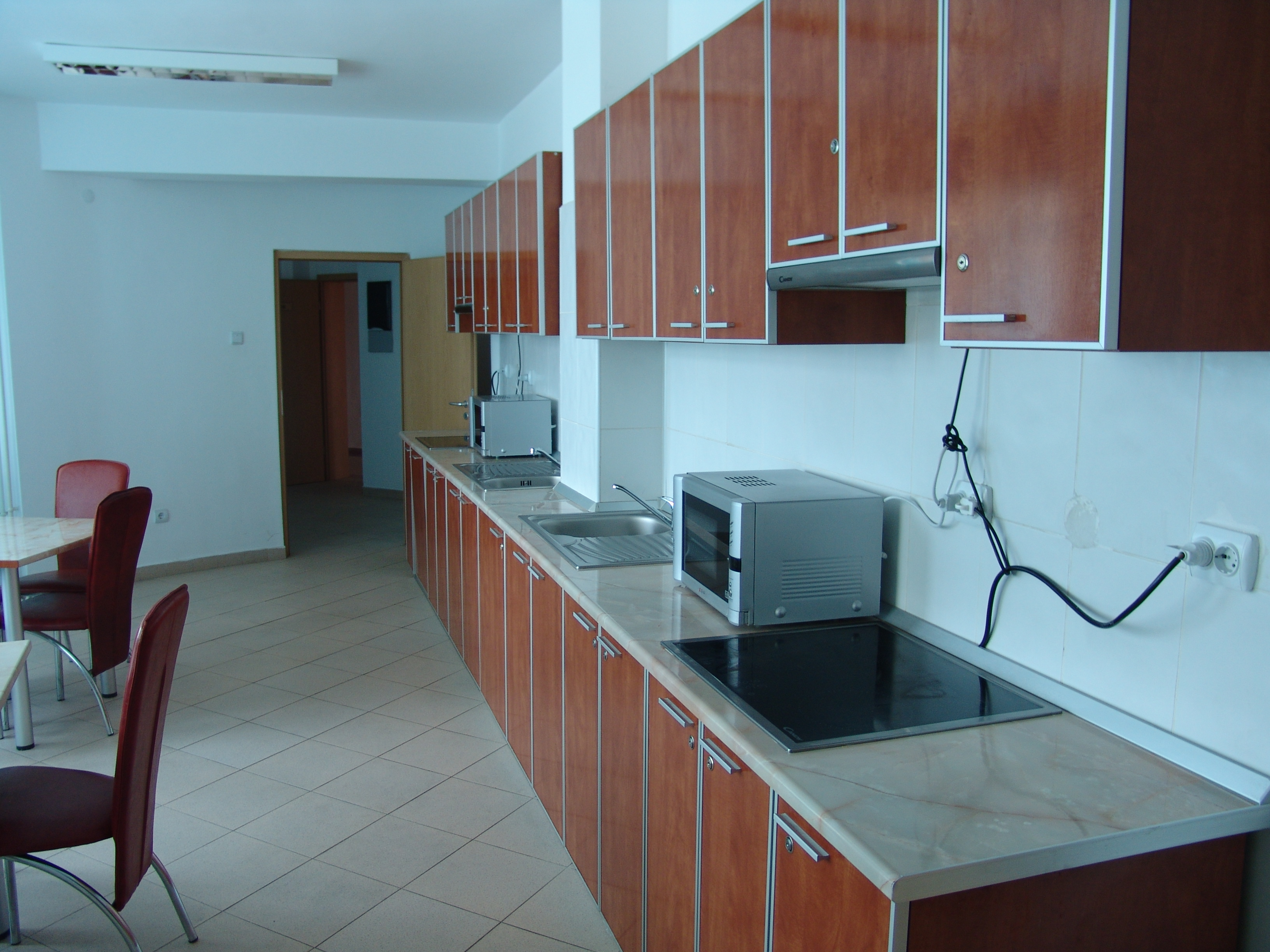
Oficina de preparación de alimentos Camin - Universidad Valahia de Târgoviște

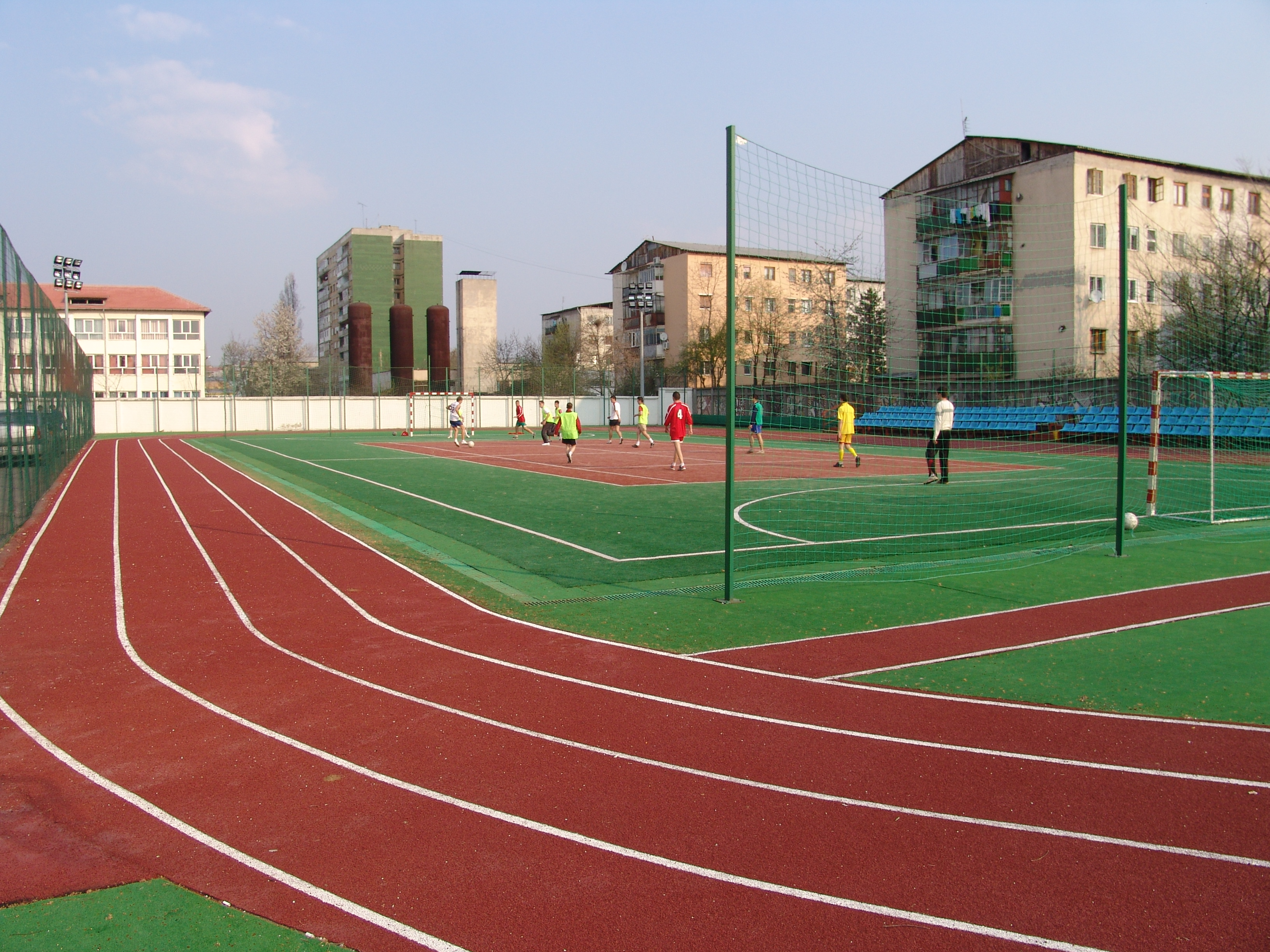
Base deportiva - Universidad Valahia de Târgoviște

## Profesoradohonoris causa
- Porfirio Sanz Camañes (2016)[2]